# Patrick Ngoma
Patrick Ngoma (Lusaka, 21 de maio de 1997) é um futebolista profissional zambiano que atua como atacante.

## Carreira
Patrick Ngoma representou o elenco da Seleção Zambiana de Futebol no Campeonato Africano das Nações de 2015.